# هپسی
گروه هپسی (به ترکی استانبولی: Hepsi) یک گروه ۳ نفره پاپ ترکیه‌ای است که اعضایش همه دختر هستند.
هپسی در سال ۲۰۰۵ با عرضه اولین آلبومش با نام «یک»، به موفقیت بزرگی دست یافت. در سال ۲۰۰۶ با عرضه آلبوم «هپسی ۲» این موفقیت ادامه یافت.
اعضای گروه هپسی که در ابتدا با همراهی سزن آکسو یک موزیک تبلیغاتی برای پپسی ساخته و سپس کنسرت‌هایی اجرا کردند، از کودکی یکدیگر را می‌شناختند. مدیریت گروه را شبنم اوزبرک مادر جمره، یکی از اعضای گروه بر عهده دارد. از تاریخ ۱۳ می ۲۰۰۷ تا بحال، این گروه در یک سریال تلویزیونی با نام «هپسی ۱» مشغول بازی بودند.

## اعضای گروه
گروه هپسی که در سال ۲۰۰۵ تشکیل شده‌است، از ابتدا تابحال دارای ۴ عضو ثابت بوده‌است. اعضای گروه عبارتند از:
- ارن باکیجی (Eren Bakıcı): در ۱۸ مه ۱۹۸۴ در استانبول متولد شد. بخشی از رپ در ترانه‌های Olmaz Oğlan، Aşk her şeyi affeder me?، Hap bana را او خوانده‌است.
- جمره کمر (Cemre Kemer): متولد ۱۷ فوریه ۱۹۸۵ در استانبول است.
- یاسمین یوروک (Yasemin Yürük): متولد ۲۱ سپتامبر ۱۹۸۶ در استانبول است.

همهٔ اعضاء این گروه دانش‌آموختهٔ رشته رقص هنری باله از دانشگاه هنرهای زیبای معمار سینان هستند. جمره کمر هنوز در این رشته به تحصیل ادامه می‌دهد.

## آلبوم‌ها
- Bir ۲۰۰۵
- Tempo ۲۰۰۶
- Hepsi ۲ ۲۰۰۶
- Şaka (۱۰+۱) ۲۰۰۸
- Geri Dönüşüm ۲۰۱۰

## تک‌ترانه‌ها
- Tempo - ۲۰۰۶